# Ľudovítová
Ľudovítová é um município da Eslováquia, situado no distrito de Nitra, na região de Nitra. Tem 1,88 km² de área e sua população em 2018 foi estimada em 242 habitantes.

## Demografia
| Ano:        | 1994 | 2004    | 2014   | 2024   |
| ----------- | ---- | ------- | ------ | ------ |
| Broj ljudi: | 216  | 258     | 251    | 233    |
| Razlika:    |      | +19,44% | -2,71% | -7,17% |

| Ano:               | 2023 | 2024   |
| ------------------ | ---- | ------ |
| Número de pessoas: | 236  | 233    |
| Diferença:         |      | -1,27% |